# Zonitoschema bradleyi
Zonitoschema bradleyi es una especie de coleóptero de la familia Meloidae.

## Distribución geográfica
Habita en las Islas Salomón.